# Мадсен, Фредерик
Фредерик Роденберг Мадсен (дат. Frederik Rodenberg Madsen; род. 22 января 1998, Верлёсе, Копенгаген)  — датский трековый и шоссейный велогонщик.
Бронзовый призёр в  командной гонке преследования на летних Олимпийских играх 2016 года. 

## Достижения

### Трек
2015
2-й  Чемпионат Европы — Командная гонка преследования (юниоры)
2016
1-й  Чемпион Дании — Мэдисон (вместе с Каспером фон Фольсахом)
2-й Кубок мира по трековым велогонкам — Командная гонка преследования, Гонконг,
3-й  Летние Олимпийские игры — Командная гонка преследования
3-й  Чемпионат мира — Командная гонка преследования
2017
1-й Кубок мира по трековым велогонкам — Командная гонка преследования  (вместе с Никласом Ларсеном,Юлиусом Йохансоном, Каспером Педерсоном), Кали, Колумбия
10-й Чемпионат мира — Командная гонка преследования
2018
2-й  Чемпионат мира — Командная гонка преследования

### Шоссе
2015
2-й  Чемпионат Дании — Групповая гонка (юниоры)
2017
1-й — Этап 2 Париж — Аррас Тур